# Sirča
Sirča (en serbe cyrillique Сирча) est une localité de Serbie située sur le territoire de la ville de Kraljevo, district de Raška. Au recensement de 2011, elle comptait 1 318 habitants.
Sirča est officiellement classé parmi les villages de Serbie.

## Démographie

### Évolution historique de la population
| 1948  | 1953  | 1961  | 1971  | 1981  | 1991  | 2002  | 2011  |
| ----- | ----- | ----- | ----- | ----- | ----- | ----- | ----- |
| 1 141 | 1 185 | 1 212 | 1 435 | 1 529 | 1 479 | 1 347 | 1 318 |

|  |